# Grammy Award para Canção do Ano
O Grammy Award para Canção do Ano (no original em inglês: Grammy Award for Song of the Year) é apresentado pela Academia Nacional de Artes e Ciências de Gravação dos Estados Unidos para "honrar a realização artística, proficiência técnica e excelência geral na indústria fonográfica, sem considerar vendas ou posição nas paradas". O prêmio Canção do Ano é uma das quatro categorias gerais da premiação (ao lado de Álbum de Ano, Gravação do Ano e Artista Revelação), apresentadas anualmente desde o 1.º Grammy Awards em 1959.
Canção do Ano não deve ser confundida com Gravação do Ano ou Álbum do Ano:
- O prêmio de Gravação do Ano é atribuído a um single ou a uma faixa de um álbum. Os recipientes deste prêmio são o artista, o produtor, o engenheiro de gravação e/ou o misturador da canção. Neste contexto, "gravação" significa a gravação de uma canção e não a sua composição ou um álbum de canções;
- O prêmio de Canção do Ano é também atribuído a um single ou a uma faixa de um álbum, mas o recipiente do prêmio é o compositor que escreveu a letra e/ou a melodia da canção. Neste contexto, "canção" significa uma canção como está escrita e não a sua gravação;
- O prêmio de Álbum do Ano é atribuído a um álbum inteiro, cujos recipientes são o artista, o produtor, o engenheiro de gravação e o engenheiro de masterização desse álbum. Neste contexto, "álbum" significa uma coleção gravada de canções (um LP com várias faixas, CD ou pacote para download) e não as canções individuais ou as suas composições.

## História e descrição
Os prêmios de Gravação do Ano são concedidos desde 1959. É um dos quatro prêmios Grammy de maior prestígio. Apesar de ambos os prêmios de Gravação do Ano e Canção do Ano serem concedidos para um single ou para uma faixa de um álbum, este prêmio vai apenas para o(s) compositor(es) da canção, enquanto o prêmio de Gravação do Ano vai para o intérprete e a equipe de produção da canção. De acordo com o guia de descrição do 54.º Grammy Awards, o prêmio é concedido ao(s) compositor(es) de uma canção que "deve conter melodia e letra e deve ser uma nova canção ou uma canção que alcançou destaque durante o ano de elegibilidade. Músicas contendo samples e interpolações proeminentes não são elegíveis".
Desde o final da década de 1960, outros prêmios de compositores foram apresentados para categorias específicas de gênero, incluindo o Grammy Award para Melhor Canção Country (desde 1965), o Grammy Award para Melhor Canção de R&B (desde 1969), o Grammy Award para Melhor Canção em Mídia Visual (desde 1988), Grammy Award para Melhor Canção de Rock (desde 1992) e, mais recentemente, Grammy Award para Melhor Canção de Rap (desde 2004), Grammy Award para Melhor Canção Gospel (de 2006 a 2014), Grammy Award para Melhor Canção de Música Cristã Contemporânea (de 2012 a 2014), Grammy Award para Melhor Canção de Raízes Americanas (desde 2014), Grammy Award para Melhor Performance/Canção Gospel (desde 2015) e Grammy Award para Melhor Performance/Canção de Música Cristã Contemporânea (desde 2015).
A categoria se expandiu para incluir oito indicados no Grammy Awards de 2019.
A partir de 2023, foi estabelecida uma categoria distinta para homenagear os compositores: Compositor do Ano, Não Clássico.

## Recordes
Em muitos casos, os compositores também eram os intérpretes (Domenico Modugno, Henry Mancini, John Lennon e Paul McCartney, Joe South, Paul Simon, Carole King, Barbra Streisand, Billy Joel, Michael McDonald, Christopher Cross, Sting, Michael Jackson e Lionel Richie, Bobby McFerrin, Eric Clapton, Bruce Springsteen, Seal, Shawn Colvin, Rob Thomas, U2, Alicia Keys, Luther Vandross, John Mayer, Dixie Chicks, Amy Winehouse, Coldplay, Beyoncé, Lady Antebellum, Adele, Fun, Lorde, Sam Smith, Ed Sheeran, Bruno Mars, Childish Gambino, Billie Eilish, H.E.R. e Anderson .Paak).
Dernst Emile II é o único compositor a ganhar a Canção do Ano em dois anos consecutivos: em 2021 ("I Can't Breathe") e 2022 ("Leave the Door Open").
Outros múltiplos vencedores nesta categoria incluem Henry Mancini ("Moon River" e "Days of Wine and Roses"); Johnny Mercer ("Moon River" e "Days of Wine and Roses"); James Horner ("Somewhere Out There" e "My Heart Will Go On"); Will Jennings ("Tears in Heaven" e "My Heart Will Go On"); U2 ("Beautiful Day" e "Sometimes You Can't Make It on Your Own"); Adele ("Rolling in the Deep" e "Hello"); Christopher Brody Brown ("That's What I Like" e "Leave the Door Open"); Bruno Mars ("That's What I Like" e "Leave the Door Open"); e Billie Eilish ("Bad Guy" e "What Was I Made For"), vencendo duas vezes cada. No entanto, canções escritas para Andy Williams, Roberta Flack, Barbra Streisand e Bette Midler receberam o prêmio duas vezes.
Paul McCartney, Lionel Richie e Taylor Swift têm o maior número de indicações para Canção do Ano entre os compositores, com seis cada. McCartney e Richie venceram uma vez, McCartney por "Michelle" e Richie por "We Are the World". Swift nunca ganhou.
A primeira mulher a ganhar o prêmio foi Carole King em 1972, por "You've Got a Friend". Adele foi a primeira compositora feminina a ganhar o prêmio duas vezes, vencendo por "Rolling in the Deep" e "Hello".
Lorde é a compositora mais jovem a vencer na categoria, vencendo por "Royals" em 2014, aos 17 anos.
Irving Gordon é o compositor mais velho a ganhar o prêmio, vencendo com "Unforgettable" em 1992, aos 77 anos.
Christopher Cross e Billie Eilish são os únicos artistas a receber o Grammy para Canção do Ano, Gravação do Ano, Álbum do Ano e Melhor Artista Revelação em uma única cerimônia. Adele foi a primeira artista a ganhar o prêmio de Canção do Ano, Gravação do Ano, Álbum do Ano e Artista Revelação em ocasiões distintas, e a primeira mulher a realizar esse feito. Apenas seis artistas ganharam os prêmios de Canção do Ano e Artista Revelação no mesmo ano: Christopher Cross ("Sailing" em 1981), Alicia Keys ("Fallin'" em 2002), Amy Winehouse ("Rehab" em 2008), Fun ("We Are Young" em 2013), Sam Smith ("Stay with Me (Darkchild Version)" em 2015) e Billie Eilish ("Bad Guy" em 2020); Marvin Hamlisch é o único compositor a ganhar os prêmios de Canção do Ano e Artista Revelação no mesmo ano, em 1975, por "The Way We Were".
John Lennon, Paul McCartney, Lionel Richie, Diane Warren, Billie Eilish, H.E.R. e Finneas O'Connell são os únicos compositores a receberem três indicações consecutivas para Canção do Ano.
A canção "Nel blu, dipinto di blu (Volare)", vencedora em 1959, escrita por Domenico Modugno e interpretada em italiano, é a única canção em língua estrangeira a ganhar este prêmio, embora a vencedora de 1967, "Michelle", tenha sido escrita por Lennon-McCartney para os The Beatles interpretarem, tem uma parte crítica de suas letras em francês.
A canção "Theme of Exodus" de Ernest Gold, que venceu em 1961, é a única canção instrumental a receber este prêmio.
O primeiro e único empate nesta categoria na história do Grammy aconteceu em 1978, quando "Evergreen (Love Theme from A Star Is Born)" de Barbra Streisand e Paul Williams e "You Light Up My Life" de Joe Brooks venceram o prêmio.
A primeira vez na história do Grammy que duas canções diferentes com o mesmo título foram indicadas nesta categoria aconteceu com "Hello" escrita por Lionel Richie em 1985 e "Hello" de Adele e Greg Kurstin em 2017.
A canção com mais compositores a ganhar este prêmio é "That's What I Like", que venceu em 2018 com oito compositores. A canção com mais compositores indicados nesta categoria é "Peaches", que foi indicada para a cerimônia de 2022 com 11 co-compositores.
Trinta e duas das canções vencedoras também receberam o prêmio de Gravação do Ano.

## Processo
De 1995 a 2021, os membros da Academia Nacional de Artes e Ciências de Gravação indicaram suas escolhas para a gravação do ano. Uma lista das vinte melhores gravações foi entregue ao Comitê de Revisão de Nomeações, um grupo especialmente selecionado de membros anônimos, que então selecionou as cinco melhores gravações para obter uma indicação na categoria em uma votação especial. O restante dos membros votou em um vencedor entre os cinco indicados. Em 2018, foi anunciado que o número de faixas indicadas aumentará para oito. Em 2021, foi anunciado que os Comitês de Revisão de Nomeações seriam dissolvidos e os indicados finais para gravação do ano seriam decididos por votos dos membros. A partir de 2022, o número de indicados na categoria aumentou para 10.

## Vencedores e indicados

### Década de 1950
| Ano[I] | Compositor(es)   | Trabalho                             | Intérprete(s)[II] | Indicados | Ref.   |
| ------ | ---------------- | ------------------------------------ | ----------------- | --- | ------ |
| 1959   | Domenico Modugno | "Nel blu, dipinto di blu (Volare)" * | Domenico Modugno  | - Paul Vance & Lee Pockriss – "Catch a Falling Star" interpretada por Perry Como - John Davenport & Eddie Cooley – "Fever" interpretada por Peggy Lee - Alan Jay Lerner & Frederick Loewe – "Theme to Gigi" interpretada por Vários Artistas - Cy Coleman & Carolyn Leigh – "Witchcraft" interpretada por Frank Sinatra | [ 21 ] |

### Década de 1960
| Ano[I] | Compositor(es)                     | Trabalho                    | Intérprete(s)[II]              | Indicados | Ref.   |
| ------ | ---------------------------------- | --------------------------- | ------------------------------ | --- | ------ |
| 1960   | Jimmy Driftwood                    | "The Battle of New Orleans" | Johnny Horton                  | - Sammy Cahn & Jimmy Van Heusen – "High Hopes" interpretada por Frank Sinatra - Karl Stutz & Edith Linderman – "I Know" interpretada por Perry Como - Paul Francis Webster & André Previn – "Like Young" interpretada por André Previn - Jule Styne & Stephen Sondheim – "Small World" interpretada por Johnny Mathis                                                  | [ 22 ] |
| 1961   | Ernest Gold                        | "Theme of Exodus"           | Instrumental (Vários Artistas) | - Charles Randolph Grean, Joe Allison & Audrey Allison – "He'll Have to Go" interpretada por Jim Reeves - Lew Spence, Marilyn Keith & Alan Bergman – "Nice 'n' Easy" interpretada por Frank Sinatra - Sammy Cahn & Jimmy Van Heusen – "The Second Time Around" interpretada por Andy Williams - Max Steiner – "Theme from A Summer Place" interpretada por Percy Faith | [ 23 ] |
| 1962   | Henry Mancini Johnny Mercer        | "Moon River" *              | Henry Mancini                  | - Jimmy Dean – "Big Bad John" interpretada por Jimmy Dean - Hank Cochran – "A Little Bitty Tear" interpretada por Burl Ives - Tony Velona – "Lollipops and Roses" interpretada por Jack Jones - Jule Styne, Betty Comden & Adolph Green – "Make Someone Happy" interpretada por Vários Artistas                                                                        | [ 24 ] |
| 1963   | Leslie Bricusse Anthony Newley     | "What Kind of Fool Am I?"   | Sammy Davis Jr.                | - Lionel Bart – "As Long as He Needs Me" interpretada por Shirley Bassey - Douglas Cross & George Cory – "I Left My Heart in San Francisco" interpretada por Tony Bennett - John Kander & Fred Ebb – "My Coloring Book" interpretada por Sandy Stewart - Richard Rodgers – "The Sweetest Sounds" interpretada por Vários Artistas                                      | [ 25 ] |
| 1964   | Henry Mancini Johnny Mercer        | "Days of Wine and Roses" *  | Henry Mancini                  | - Sammy Cahn & Jimmy Van Heusen – "Call Me Irresponsible" interpretada por Frank Sinatra - Sacha Distel & Jack Reardon – "The Good Life" interpretada por Tony Bennett - Sadie Vimmerstedt & Johnny Mercer – "I Wanna Be Around" interpretada por Tony Bennett - Burt Bacharach & Hal David – "Wives and Lovers" interpretada por Jack Jones                           | [ 26 ] |
| 1965   | Jerry Herman                       | "Hello, Dolly!"             | Louis Armstrong                | - John Lennon & Paul McCartney – "A Hard Day's Night" interpretada por The Beatles - Henry Mancini, Ray Evans & Jay Livingston – "Dear Heart" interpretada por Andy Williams - Jule Styne & Bob Merrill – "People" interpretada por Barbra Streisand - Leslie Bricusse & Anthony Newley – "Who Can I Turn To?" interpretada por Tony Bennett                           | [ 27 ] |
| 1966   | Paul Francis Webster Johnny Mandel | "The Shadow of Your Smile"  | Tony Bennett                   | - Michel Legrand, Norman Gimbel & Jacques Demy – "I Will Wait for You" interpretada por Connie Francis - Jimmy Van Heusen & Sammy Cahn – "The September of My Years" interpretada por Frank Sinatra - John Lennon & Paul McCartney – "Yesterday" interpretada por The Beatles - Roger Miller – "King of the Road" interpretada por Roger Miller                        | [ 28 ] |
| 1967   | John Lennon Paul McCartney         | "Michelle"                  | The Beatles                    | - John Barry & Don Black – "Born Free" interpretada por Vários Artistas - Mitch Leigh & Joe Darion – "The Impossible Dream" interpretada por Richard Kiley - Paul Francis Webster & Maurice Jarre – "Somewhere, My Love" interpretada por Ray Conniff - Bert Kaempfert, Charles Singleton & Eddie Snyder – "Strangers in the Night" interpretada por Frank Sinatra     | [ 29 ] |
| 1968   | Jimmy Webb                         | "Up, Up, and Away" *        | The 5th Dimension              | - Jimmy Webb – "By the Time I Get to Phoenix" interpretada por Glen Campbell - Tom Jones & Harvey Schmidt – "My Cup Runneth Over" interpretada por Ed Ames - Bobbie Gentry – "Ode to Billie Joe" interpretada por Bobbie Gentry - John Hartford – "Gentle on My Mind" interpretada por Glen Campbell                                                                   | [ 30 ] |
| 1969   | Bobby Russell                      | "Little Green Apples"       | O. C. Smith                    | - Tom T. Hall – "Harper Valley PTA" interpretada por Jeannie C. Riley - John Lennon & Paul McCartney – "Hey Jude" interpretada por The Beatles - Bobby Russell – "Honey" interpretada por Bobby Goldsboro - Paul Simon – "Mrs. Robinson" interpretada por Simon & Garfunkel                                                                                            | [ 31 ] |

### Década de 1970
| Ano[I] | Compositor(es)                         | Trabalho                                     | Intérprete(s)[II]          | Indicados | Ref.   |
| ------ | -------------------------------------- | -------------------------------------------- | -------------------------- | --- | ------ |
| 1970   | Joe South                              | "Games People Play"                          | Joe South                  | - Larry Kusik, Eddie Snyder & Nino Rota – "A Time For Us" interpretada por Henry Mancini - David Clayton-Thomas – "Spinning Wheel" interpretada por Blood, Sweat & Tears - Burt Bacharach & Hal David – "I'll Never Fall in Love Again" interpretada por Dionne Warwick - Burt Bacharach & Hal David – "Raindrops Keep Fallin' on My Head" interpretada por B. J. Thomas | [ 32 ] |
| 1971   | Paul Simon                             | "Bridge over Troubled Water" *               | Simon & Garfunkel          | - Ray Stevens – "Everything Is Beautiful" interpretada por Ray Stevens - James Taylor – "Fire and Rain" interpretada por James Taylor - John Lennon & Paul McCartney – "Let it Be" interpretada por The Beatles - Roger Nichols & Paul Williams – "We've Only Just Begun" interpretada por The Carpenters                                                                | [ 33 ] |
| 1972   | Carole King                            | "You've Got a Friend"                        | James Taylor & Carole King | - Kris Kristofferson – "Help Me Make It Through the Night" interpretada por Kris Kristofferson - Sid Wayne & Armando Manzanero – "It's Impossible" interpretada por Perry Como - Kris Kristofferson & Fred Foster – "Me and Bobby McGee" interpretada por Janis Joplin - Joe South – "(I Never Promised You a) Rose Garden" interpretada por Lynn Anderson               | [ 34 ] |
| 1973   | Ewan MacColl                           | "The First Time Ever I Saw Your Face" *      | Roberta Flack              | - Gilbert O'Sullivan – "Alone Again (Naturally)" interpretada por Gilbert O'Sullivan - Don McLean – "American Pie" interpretada por Don McLean - Neil Diamond – "Song Sung Blue" interpretada por Neil Diamond - Alan e Marilyn Bergman & Michel Legrand – "The Summer Knows" interpretada por Michel Legrand                                                            | [ 35 ] |
| 1974   | Norman Gimbel Charles Fox              | "Killing Me Softly with His Song" *          | Roberta Flack              | - Kenny O'Dell – "Behind Closed Doors" interpretada por Charlie Rich - Stevie Wonder – "You Are the Sunshine of My Life" interpretada por Stevie Wonder - Carly Simon – "You're So Vain" interpretada por Carly Simon - Irwin Levine & L. Russell Brown – "Tie a Yellow Ribbon Round the Ole Oak Tree" interpretada por Dawn com part. de Tony Orlando                   | [ 36 ] |
| 1975   | Alan e Marilyn Bergman Marvin Hamlisch | "The Way We Were"                            | Barbra Streisand           | - Gene McDaniels – "Feel Like Makin' Love" interpretada por Roberta Flack - Jeff Barry & Peter Allen – "I Honestly Love You" interpretada por Olivia Newton-John - David Nichtern – "Midnight at the Oasis" interpretada por Maria Muldaur - Paul Williams & Ken Ascher – "You and Me Against the World" interpretada por Helen Reddy                                    | [ 37 ] |
| 1976   | Stephen Sondheim                       | "Send In the Clowns"                         | Judy Collins               | - Janis Ian – "At Seventeen" interpretada por Janis Ian - Morris Albert – "Feelings" interpretada por Morris Albert - Neil Sedaka & Howard Greenfield – "Love Will Keep Us Together" interpretada por Captain & Tennille - Larry Weiss – "Rhinestone Cowboy" interpretada por Glen Campbell                                                                              | [ 38 ] |
| 1977   | Bruce Johnston                         | "I Write the Songs"                          | Barry Manilow              | - Bill Danoff – "Afternoon Delight" interpretada por Starland Vocal Band - Neil Sedaka & Howard Greenfield – "Breaking Up Is Hard to Do" interpretada por Neil Sedaka - Leon Russell – "This Masquerade" interpretada por George Benson - Gordon Lightfoot – "The Wreck of the Edmund Fitzgerald" interpretada por Gordon Lightfoot                                      | [ 39 ] |
| 1978   | Barbra Streisand Paul Williams         | "Evergreen (Love Theme from A Star Is Born)" | Barbra Streisand           | - Richard Leigh – "Don't It Make My Brown Eyes Blue" interpretada por Crystal Gayle - Don Felder, Don Henley & Glenn Frey – "Hotel California" interpretada por Eagles - Marvin Hamlisch & Carole Bayer Sager – "Nobody Does It Better" interpretada por Carly Simon - Allen Toussaint – "Southern Nights" interpretada por Glen Campbell                                | [ 40 ] |
| 1978   | Joe Brooks                             | "You Light Up My Life"                       | Debby Boone                | - Richard Leigh – "Don't It Make My Brown Eyes Blue" interpretada por Crystal Gayle - Don Felder, Don Henley & Glenn Frey – "Hotel California" interpretada por Eagles - Marvin Hamlisch & Carole Bayer Sager – "Nobody Does It Better" interpretada por Carly Simon - Allen Toussaint – "Southern Nights" interpretada por Glen Campbell                                | [ 40 ] |
| 1979   | Billy Joel                             | "Just the Way You Are" *                     | Billy Joel                 | - Barry Gibb, Robin Gibb & Maurice Gibb – "Stayin' Alive" interpretada por Bee Gees - Lionel Richie – "Three Times a Lady" interpretada por the Commodores - Neil Diamond & Alan e Marilyn Bergman – "You Don't Bring Me Flowers" interpretada por Neil Diamond & Barbra Streisand - Randy Goodrum – "You Needed Me" interpretada por Anne Murray                        | [ 41 ] |

### Década de 1980
| Ano[I] | Compositor(es)                             | Trabalho                          | Intérprete(s)[II]                                                    | Indicados | Ref.   |
| ------ | ------------------------------------------ | --------------------------------- | -------------------------------------------------------------------- | --- | ------ |
| 1980   | Kenny Loggins Michael McDonald             | "What a Fool Believes" *          | The Doobie Brothers                                                  | - David Foster, Jay Graydon & Bill Champlin – "After the Love Has Gone" interpretada por Earth, Wind & Fire - Rickie Lee Jones – "Chuck E.'s in Love" interpretada por Rickie Lee Jones - Billy Joel – "Honesty" interpretada por Billy Joel - Dino Fekaris & Freddie Perren – "I Will Survive" interpretada por Gloria Gaynor - Lester Abrams & Michael McDonald – "Minute by Minute" interpretada por The Doobie Brothers - Dino Fekaris & Freddie Perren – "Reunited" interpretada por Peaches & Herb - Steve Gibb – "She Believes in Me" interpretada por Kenny Rogers | [ 42 ] |
| 1981   | Christopher Cross                          | "Sailing" *                       | Christopher Cross                                                    | - Michael Gore & Dean Pitchford – "Fame" interpretada por Irene Cara - Amanda McBroom – "The Rose" interpretada por Bette Midler - Lionel Richie – "Lady" interpretada por Kenny Rogers - John Kander & Fred Ebb – "Theme from New York, New York" interpretada por Frank Sinatra - Barry Gibb & Robin Gibb – "Woman in Love" interpretada por Barbra Streisand | [ 43 ] |
| 1982   | Donna Weiss Jackie DeShannon               | "Bette Davis Eyes" *              | Kim Carnes                                                           | - Peter Allen, Burt Bacharach, Carole Bayer Sager & Christopher Cross – "Arthur's Theme (Best That You Can Do)" interpretada por Christopher Cross - Lionel Richie – "Endless Love" interpretada por Diana Ross & Lionel Richie - Bill Withers, William Salter & Ralph MacDonald – "Just the Two of Us" interpretada por Grover Washington Jr. with Bill Withers - Dolly Parton – "9 to 5" interpretada por Dolly Parton | [ 44 ] |
| 1983   | Johnny Christopher Mark James Wayne Carson | "Always on My Mind"               | Willie Nelson                                                        | - Paul McCartney – "Ebony and Ivory" interpretada por Paul McCartney & Stevie Wonder - David Paich – "Rosanna" interpretada por Toto - Frankie Sullivan & Jim Peterik – "Eye of the Tiger" interpretada por Survivor - Donald Fagen – "I.G.Y. (What a Beautiful World)" interpretada por Donald Fagen | [ 45 ] |
| 1984   | Sting                                      | "Every Breath You Take"           | The Police                                                           | - Lionel Richie – "All Night Long (All Night)" interpretada por Lionel Richie - Michael Jackson – "Beat It" interpretada por Michael Jackson - Michael Jackson – "Billie Jean" interpretada por Michael Jackson - Michael Sembello & Dennis Matkosky – "Maniac" interpretada por Michael Sembello | [ 46 ] |
| 1985   | Graham Lyle Terry Britten                  | "What's Love Got to Do with It" * | Tina Turner                                                          | - Phil Collins – "Against All Odds (Take a Look at Me Now)" interpretada por Phil Collins - Lionel Richie – "Hello" interpretada por Lionel Richie - Stevie Wonder – "I Just Called to Say I Love You" interpretada por Stevie Wonder - Cyndi Lauper & Rob Hyman – "Time after Time" interpretada por Cyndi Lauper | [ 47 ] |
| 1986   | Michael Jackson Lionel Richie              | "We Are the World" *              | USA for Africa                                                       | - Mark Knopfler & Sting – "Money for Nothing" interpretada por Dire Straits - Don Henley & Mike Campbell – "The Boys of Summer" interpretada por Don Henley - Daryl Hall – "Everytime You Go Away" interpretada por Paul Young - Mick Jones – "I Want to Know What Love Is" interpretada por Foreigner | [ 48 ] |
| 1987   | Burt Bacharach Carole Bayer Sager          | "That's What Friends Are For"     | Dionne Warwick & Friends (Elton John, Gladys Knight & Stevie Wonder) | - Peter Gabriel – "Sledgehammer" interpretada por Peter Gabriel - Robert Palmer – "Addicted to Love" interpretada por Robert Palmer - Steve Winwood & Will Jennings – "Higher Love" interpretada por Steve Winwood - Paul Simon – "Graceland" interpretada por Paul Simon | [ 49 ] |
| 1988   | James Horner Barry Mann Cynthia Weil       | "Somewhere Out There"             | Linda Ronstadt & James Ingram                                        | - Ritchie Valens – "La Bamba" interpretada por Los Lobos - Adam Clayton, David Evans, Larry Mullen, Jr. & Paul Hewson – "I Still Haven't Found What I'm Looking For" interpretada por U2 - Suzanne Vega – "Luka" interpretada por Suzanne Vega - Michael Masser & Will Jennings – "Didn't We Almost Have It All" interpretada por Whitney Houston | [ 50 ] |
| 1989   | Bobby McFerrin                             | "Don't Worry, Be Happy" *         | Bobby McFerrin                                                       | - Anita Baker, Skip Scarborough & Randy Holland – "Giving You the Best That I Got" interpretada por Anita Baker - Tracy Chapman – "Fast Car" interpretada por Tracy Chapman - Sting – "Be Still My Beating Heart" interpretada por Sting - Brenda Russell, Jeff Hall & Scott Cutler – "Piano in the Dark" interpretada por Brenda Russell | [ 51 ] |

### Década de 1990
| Ano[I] | Compositor(es)                              | Trabalho                  | Intérprete(s)[II]                 | Indicados | Ref.   |
| ------ | ------------------------------------------- | ------------------------- | --------------------------------- | --- | ------ |
| 1990   | Larry Henley Jeff Silbar                    | "Wind Beneath My Wings" * | Bette Midler                      | - Barry Mann, Cynthia Weil & Tom Snow – "Don't Know Much" interpretada por Linda Ronstadt & Aaron Neville - Don Henley & Bruce Hornsby – "The End of the Innocence" interpretada por Don Henley - Billy Joel – "We Didn't Start the Fire" interpretada por Billy Joel - Mike Rutherford & B. A. Robertson – "The Living Years" interpretada por Mike + The Mechanics                          | [ 52 ] |
| 1991   | Julie Gold                                  | "From a Distance"         | Bette Midler                      | - Mariah Carey & Ben Margulies – "Vision of Love" interpretada por Mariah Carey - Phil Collins – "Another Day in Paradise" interpretada por Phil Collins - Prince – "Nothing Compares 2 U" interpretada por Sinéad O'Connor - Chynna Phillips, Glen Ballard & Carnie Wilson – "Hold On" interpretada por Wilson Phillips                                                                      | [ 53 ] |
| 1992   | Irving Gordon                               | "Unforgettable" *         | Natalie Cole (With Nat King Cole) | - Bryan Adams, Robert Lange & Michael Kamen – "(Everything I Do) I Do It for You" interpretada por Bryan Adams - Amy Grant & Keith Thomas – "Baby Baby" interpretada por Amy Grant - Bill Berry, Peter Buck, Mike Mills & Michael Stipe – "Losing My Religion" interpretada por R.E.M. - Marc Cohn – "Walking in Memphis" interpretada por Marc Cohn                                          | [ 54 ] |
| 1993   | Eric Clapton Will Jennings                  | "Tears in Heaven" *       | Eric Clapton                      | - Don Von Tress – "Achy Breaky Heart" interpretada por Billy Ray Cyrus - Alan Menken & Howard Ashman – "Beauty and the Beast" interpretada por Celine Dion & Peabo Bryson - K. d. lang & Ben Mink – "Constant Craving" interpretada por K. d. lang - Wendy Waldman, Jon Lind & Phil Galdston – "Save the Best for Last" interpretada por Vanessa Williams                                     | [ 55 ] |
| 1994   | Alan Menken Tim Rice                        | "A Whole New World"       | Peabo Bryson & Regina Belle       | - Billy Joel – "The River of Dreams" interpretada por Billy Joel - Jim Steinman – "I'd Do Anything for Love (But I Won't Do That)" interpretada por Meat Loaf - Sting – "If I Ever Lose My Faith in You" interpretada por Sting - Neil Young – "Harvest Moon" interpretada por Neil Young | [ 56 ] |
| 1995   | Bruce Springsteen                           | "Streets of Philadelphia" | Bruce Springsteen                 | - David Baerwald, Bill Bottrell, Wyn Cooper, Sheryl Crow & Kevin Gilbert – "All I Wanna Do" interpretada por Sheryl Crow - Elton John & Tim Rice – "Can You Feel the Love Tonight" interpretada por Elton John - Elton John & Tim Rice – "Circle of Life" interpretada por Elton John - Gary Baker & Frank J. Myers – "I Swear" versions interpretada por John Michael Montgomery & All-4-One | [ 57 ] |
| 1996   | Seal                                        | "Kiss from a Rose" *      | Seal                              | - Eric Bazilian – "One of Us" interpretada por Joan Osborne - Maribeth Derry, Sam Diamond & Jennifer Kimball – "I Can Love You Like That" interpretada por John Michael Montgomery & All-4-One - R. Kelly – "You Are Not Alone" interpretada por Michael Jackson - Glen Ballard & Alanis Morissette – "You Oughta Know" interpretada por Alanis Morissette                                    | [ 58 ] |
| 1997   | Gordon Kennedy Wayne Kirkpatrick Tommy Sims | "Change the World" *      | Eric Clapton                      | - Tracy Chapman – "Give Me One Reason" interpretada por Tracy Chapman - Diane Warren – "Because You Loved Me" interpretada por Celine Dion - Bill Mack – "Blue" interpretada por LeAnn Rimes - Kenneth "Babyface" Edmonds – "Exhale (Shoop Shoop)" interpretada por Whitney Houston | [ 59 ] |
| 1998   | Shawn Colvin John Leventhal                 | "Sunny Came Home" *       | Shawn Colvin                      | - Eric Stefani & Gwen Stefani – "Don't Speak" interpretada por No Doubt - Diane Warren – "How Do I Live" versions interpretada por LeAnn Rimes & Trisha Yearwood - Paula Cole – "Where Have All the Cowboys Gone?" interpretada por Paula Cole - R. Kelly – "I Believe I Can Fly" interpretada por R. Kelly                                                                                   | [ 60 ] |
| 1999   | James Horner Will Jennings                  | "My Heart Will Go On" *   | Celine Dion                       | - Diane Warren – "I Don't Want to Miss a Thing" interpretada por Aerosmith - John Rzeznik – "Iris" interpretada por The Goo Goo Dolls - Kirk Franklin – "Lean on Me" interpretada por Kirk Franklin - Robert Lange & Shania Twain – "You're Still the One" interpretada por Shania Twain | [ 61 ] |

### Década de 2000
| Ano[I] | Compositor(es)                                         | Trabalho                                  | Intérprete(s)[II]               | Indicados | Ref.   |
| ------ | ------------------------------------------------------ | ----------------------------------------- | ------------------------------- | --- | ------ |
| 2000   | Itaal Shur Rob Thomas                                  | "Smooth" *                                | Santana com part. de Rob Thomas | - Andreas Carlsson & Max Martin – "I Want It That Way" interpretada por Backstreet Boys - Desmond Child & Robi Dräco Rosa – "Livin' la Vida Loca" interpretada por Ricky Martin - Tionne "T-Boz" Watkins & Dallas Austin – "Unpretty" interpretada por TLC - Shania Twain & Robert Lange – "You've Got a Way" interpretada por Shania Twain                                                                                                 | [ 62 ] |
| 2001   | Adam Clayton David Evans Larry Mullen Jr. Paul Hewson  | "Beautiful Day" *                         | U2                              | - Beyoncé Knowles, Rodney Jerkins, LaShawn Daniels, Fred Jerkins III, LeToya, LaTavia Roberson & Kelly Rowland – "Say My Name" interpretada por Destiny's Child - Macy Gray, Jinsoo Lim, Jeremy Ruzumna & David Wilder – "I Try" interpretada por Macy Gray - Stephanie Bentley & Holly Lamar – "Breathe" interpretada por Faith Hill - Mark Sanders & Tia Sillers – "I Hope You Dance" interpretada por Lee Ann Womack                     | [ 63 ] |
| 2002   | Alicia Keys                                            | "Fallin'"                                 | Alicia Keys                     | - India.Arie, Carlos "Six July" Broady & Shannon Sanders – "Video" interpretada por India.Arie - Charlie Colin, Rob Hotchkiss, Patrick Monahan, Jimmy Stafford & Scott Underwood – "Drops of Jupiter (Tell Me)" interpretada por Train - Adam Clayton, David Evans, Larry Mullen, Jr. & Paul Hewson – "Stuck in a Moment You Can't Get Out Of" interpretada por U2 - Nelly Furtado – "I'm Like a Bird" interpretada por Nelly Furtado       | [ 64 ] |
| 2003   | Jesse Harris                                           | "Don't Know Why" *                        | Norah Jones                     | - Vanessa Carlton – "A Thousand Miles" interpretada por Vanessa Carlton - Avril Lavigne & The Matrix – "Complicated" interpretada por Avril Lavigne - Bruce Springsteen – "The Rising" interpretada por Bruce Springsteen - Alan Jackson – "Where Were You (When the World Stopped Turning)" interpretada por Alan Jackson | [ 65 ] |
| 2004   | Richard Marx Luther Vandross                           | "Dance with My Father"                    | Luther Vandross                 | - Linda Perry – "Beautiful" interpretada por Christina Aguilera - Avril Lavigne & The Matrix – "I'm with You" interpretada por Avril Lavigne - Jorge Calderón & Warren Zevon – "Keep Me In Your Heart" interpretada por Warren Zevon - Jeff Bass, M. Mathers & Luis Resto – "Lose Yourself" interpretada por Eminem | [ 66 ] |
| 2005   | John Mayer                                             | "Daughters"                               | John Mayer                      | - Alicia Keys – "If I Ain't Got You" interpretada por Alicia Keys - Rhymefest & Kanye West – "Jesus Walks" interpretada por Kanye West - Tim Nichols & Craig Wiseman for "Live Like You Were Dying" interpretada por Tim McGraw - Daniel Estrin & Douglas Robb – "The Reason" interpretada por Hoobastank | [ 67 ] |
| 2006   | Adam Clayton David Evans Larry Mullen Jr. Paul Hewson  | "Sometimes You Can't Make It on Your Own" | U2                              | - Johntá Austin, Mariah Carey, Jermaine Dupri & Manuel Seal Jr. – "We Belong Together" interpretada por Mariah Carey - Bobby Boyd, Jeff Hanna & Marcus Hummon – "Bless the Broken Road" interpretada por Rascal Flatts - Bruce Springsteen – "Devils & Dust" interpretada por Bruce Springsteen - John Legend & Will.i.am – "Ordinary People" interpretada por John Legend                                                                  | [ 68 ] |
| 2007   | Emily Robison Martie Maguire Natalie Maines Dan Wilson | "Not Ready to Make Nice" *                | Dixie Chicks                    | - Johnta Austin, Mary J. Blige, Bryan-Michael Cox & Jason Perry – "Be Without You" interpretada por Mary J. Blige - James Blunt, Amanda Ghost & Sacha Skarbek – "You're Beautiful" interpretada por James Blunt - John Beck, Steve Chrisanthou & Corinne Bailey Rae – "Put Your Records On" interpretada por Corinne Bailey Rae - Brett James, Hillary Lindsey & Gordie Sampson – "Jesus, Take the Wheel" interpretada por Carrie Underwood | [ 69 ] |
| 2008   | Amy Winehouse                                          | "Rehab" *                                 | Amy Winehouse                   | - Josh Kear & Chris Tompkins – "Before He Cheats" interpretada por Carrie Underwood - Tom Higgenson – "Hey There Delilah" interpretada por Plain White T's - Corinne Bailey Rae – "Like a Star" interpretada por Corinne Bailey Rae - Kuk Harrell, Shawn Carter, Christopher Stewart & The-Dream – "Umbrella" interpretada por Rihanna com part. de Jay-Z                                                                                   | [ 70 ] |
| 2009   | Guy Berryman Jonny Buckland Will Champion Chris Martin | "Viva la Vida"                            | Coldplay                        | - Estelle, Keith Harris, John Legend, Josh Lopez, Caleb Speir, Kanye West & Will.i.am – "American Boy" interpretada por Estelle com part. de Kanye West - Adele Adkins & Eg White – "Chasing Pavements" interpretada por Adele - Jason Mraz – "I'm Yours" interpretada por Jason Mraz - Sara Bareilles – "Love Song" interpretada por Sara Bareilles                                                                                        | [ 71 ] |

### Década de 2010
| Ano[I] | Compositor(es) | Trabalho                           | Intérprete(s)[II]              | Indicados | Ref.   |
| ------ | --- | ---------------------------------- | ------------------------------ | --- | ------ |
| 2010   | Thaddis Harrell Beyoncé Knowles Terius Nash Christopher Stewart                                                                      | "Single Ladies (Put a Ring on It)" | Beyoncé                        | - Lady Gaga & RedOne – "Poker Face" interpretada por Lady Gaga - Hod David & Musze – "Pretty Wings" interpretada por Maxwell - Caleb Followill, Jared Followill, Matthew Followill & Nathan Followill – "Use Somebody" interpretada por Kings of Leon - Liz Rose & Taylor Swift – "You Belong with Me" interpretada por Taylor Swift | [ 72 ] |
| 2011   | Dave Haywood Josh Kear Charles Kelley Hillary Scott                                                                                  | "Need You Now" *                   | Lady Antebellum                | - Ray LaMontagne – "Beg Steal Or Borrow" interpretada por Ray LaMontagne and The Pariah Dogs - Brody Brown, Cee Lo Green, Ari Levine, Philip Lawrence & Bruno Mars – "F**k You" interpretada por Cee Lo Green - Tom Douglas & Allen Shamblin – "The House That Built Me" interpretada por Miranda Lambert - Alexander Grant, Skylar Grey & Marshall Mathers – "Love the Way You Lie" interpretada por Eminem com part. de Rihanna | [ 73 ] |
| 2012   | Adele Adkins Paul Epworth | "Rolling in the Deep" *            | Adele                          | - Jeff Bhasker, Stacy Ferguson, Malik Jones, Warren Trotter & Kanye West – "All of the Lights" interpretada por Kanye West com part. de Rihanna, Kid Cudi & Fergie - Ted Dwane, Ben Lovett, Marcus Mumford & Country Winston – "The Cave" interpretada por Mumford & Sons - Brody Brown, Claude Kelly, Philip Lawrence, Ari Levine, Bruno Mars & Andrew Wyatt – "Grenade" interpretada por Bruno Mars - Justin Vernon – "Holocene" interpretada por Bon Iver | [ 74 ] |
| 2013   | Nate Ruess Jack Antonoff Jeff Bhasker Andrew Dost                                                                                    | "We Are Young"                     | Fun com part. de Janelle Monáe | - Ed Sheeran – "The A Team" interpretada por Ed Sheeran - Miguel Pimentel – "Adorn" interpretada por Miguel - Tavish Crowe, Carly Rae Jepsen & Josh Ramsay – "Call Me Maybe" interpretada por Carly Rae Jepsen - Jörgen Elofsson, David Gamson, Greg Kurstin & Ali Tamposi – "Stronger (What Doesn't Kill You)" interpretada por Kelly Clarkson | [ 75 ] |
| 2014   | Joel Little Ella Yelich-O'Connor | "Royals"                           | Lorde                          | - Jeff Bhasker, Pink & Nate Ruess – "Just Give Me a Reason" interpretada por Pink com part. de Nate Ruess - Philip Lawrence, Ari Levine & Bruno Mars – "Locked Out of Heaven" interpretada por Bruno Mars - Lukasz Gottwald, Max Martin, Bonnie McKee, Katy Perry & Henry Walter – "Roar" interpretada por Katy Perry - Ben Haggerty, Mary Lambert & Ryan Lewis – "Same Love" interpretada por Macklemore & Ryan Lewis com part. de Mary Lambert | [ 76 ] |
| 2015   | James Napier William Phillips Sam Smith                                                                                              | "Stay with Me" *                   | Sam Smith                      | - Andrew Hozier-Byrne – "Take Me to Church" interpretada por Hozier - Sia Furler & Jesse Shatkin – "Chandelier" interpretada por Sia - Max Martin, Shellback & Taylor Swift – "Shake It Off" interpretada por Taylor Swift - Kevin Kadish & Meghan Trainor – "All About That Bass" interpretada por Meghan Trainor | [ 77 ] |
| 2016   | Ed Sheeran Amy Wadge | "Thinking Out Loud"                | Ed Sheeran                     | - Kendrick Duckworth, Mark Anthony Spears & Pharrell Williams – "Alright" interpretada por Kendrick Lamar - Max Martin, Shellback & Taylor Swift – "Blank Space" interpretada por Taylor Swift - Hillary Lindsey, Lori McKenna & Liz Rose – "Girl Crush" interpretada por Little Big Town - Andrew Cedar, Justin Franks, Charles Puth & Cameron Thomaz – "See You Again" interpretada por Wiz Khalifa com part. de Charlie Puth | [ 78 ] |
| 2017   | Adele Adkins Greg Kurstin | "Hello" *                          | Adele                          | - Khalif Brown, Asheton Hogan, Beyoncé Knowles & Michael Len Williams II – "Formation" interpretada por Beyoncé - Mike Posner – "I Took a Pill in Ibiza" interpretada por Mike Posner - Justin Bieber, Benjamin Levin & Ed Sheeran – "Love Yourself" interpretada por Justin Bieber - Lukas Forchammer, Stefan Forrest, Morten Pilegaard & Morten Ristorp – "7 Years" interpretada por Lukas Graham | [ 79 ] |
| 2018   | Christopher Brody Brown James Fauntleroy Philip Lawrence Bruno Mars Ray Charles McCullough II Jeremy Reeves Ray Romulus Jonathan Yip | "That's What I Like"               | Bruno Mars                     | - Ramón Ayala Rodríguez, Justin Bieber, Jason Boyd, Erika Ender, Luis Fonsi & Marty James Garton Jr – "Despacito" interpretada por Luis Fonsi & Daddy Yankee com part. de Justin Bieber - Shawn Carter & Dion Wilson – "4:44" interpretada por Jay-Z - Benjamin Levin, Mikkel Storleer Eriksen, Tor Erik Hermansen, Julia Michaels & Justin Drew Tranter – "Issues" interpretada por Julia Michaels - Alessia Caracciolo, Sir Robert Bryson Hall II, Arjun Ivatury, Khalid Robinson & Andrew Taggart – "1-800-273-8255" interpretada por Logic com part. de Alessia Cara & Khalid | [ 80 ] |
| 2019   | Donald Glover Ludwig Göransson Jeffery Lamar Williams                                                                                | "This Is America" *                | Childish Gambino               | - Kendrick Duckworth, Solána Rowe, Al Shuckburg, Mark Anthony Spears & Anthony Tiffith – "All the Stars" interpretada por Kendrick Lamar & SZA - Larrance Dopson, Joelle James, Ella Mai & Dijon McFarlane – "Boo'd Up" interpretada por Ella Mai - Aubrey Graham, Daveon Jackson, Brock Korsan, Ron LaTour, Matthew Samuels & Noah Shebib – "God's Plan" interpretada por Drake - Teddy Geiger, Scott Harris, Shawn Mendes & Geoffrey Warburton – "In My Blood" interpretada por Shawn Mendes - Brandi Carlile, Dave Cobb, Phil Hanseroth & Tim Hanseroth – "The Joke" interpretada por Brandi Carlile - Sarah Aarons, Jordan K. Johnson, Stefan Johnson, Marcus Lomax, Kyle Trewartha, Michael Trewartha & Anton Zaslavski – "The Middle" interpretada por Zedd, Maren Morris & Grey - Lady Gaga, Mark Ronson, Anthony Rossomando & Andrew Wyatt – "Shallow" interpretada por Lady Gaga & Bradley Cooper | [ 81 ] |

### Década de 2020
| Ano[I] | Compositor(es)                                                      | Trabalho                | Intérprete(s)[II] | Indicados | Ref.   |
| ------ | ------------------------------------------------------------------- | ----------------------- | ----------------- | --- | ------ |
| 2020   | Billie Eilish O'Connell Finneas O'Connell                           | "Bad Guy" *             | Billie Eilish     | - Natalie Hemby, Lady Gaga, Hillary Lindsey & Lori McKenna – "Always Remember Us This Way" interpretada por Lady Gaga - Brandi Carlile, Phil Hanseroth, Tim Hanseroth & Tanya Tucker – "Bring My Flowers Now" interpretada por Tanya Tucker - Ruby Amanfu, Sam Ashworth, D. Arcelious Harris, H.E.R. & Rodney Jerkins – "Hard Place" interpretada por H.E.R. - Taylor Swift – "Lover" interpretada por Taylor Swift - Jack Antonoff & Lana Del Rey – "Norman Fucking Rockwell" interpretada por Lana Del Rey - Tom Barnes, Lewis Capaldi, Pete Kelleher, Benjamin Kohn & Sam Roman "Someone You Loved" interpretada por Lewis Capaldi - Steven Cheung, Eric Frederic, Melissa Jefferson & Jesse Saint John – "Truth Hurts" interpretada por Lizzo | [ 82 ] |
| 2021   | Dernst Emile II H.E.R. Tiara Thomas                                 | "I Can't Breathe"       | H.E.R.            | - Denisia Andrews, Beyoncé, Stephen Bray, Shawn Carter, Brittany Coney, Derek James Dixie, Akil King, Kim "Kaydence" Krysiuk & Rickie "Caso" Tice – "Black Parade" interpretada por Beyoncé - Samuel Gloade & Rodrick Moore – "The Box" interpretada por Roddy Ricch - Aaron Dessner & Taylor Swift – "Cardigan" interpretada por Taylor Swift - Louis Bell, Adam Feeney, Kaan Gunesberk, Austin Post & Billy Walsh – "Circles" interpretada por Post Malone - Caroline Ailin, Ian Kirkpatrick, Dua Lipa & Emily Warren – "Don't Start Now" interpretada por Dua Lipa - Billie Eilish O'Connell & Finneas O'Connell – "Everything I Wanted" interpretada por Billie Eilish - Julia Michaels & JP Saxe – "If the World Was Ending" interpretada por JP Saxe com part. de Julia Michaels | [ 83 ] |
| 2022   | Brandon Anderson Christopher Brody Brown Dernst Emile II Bruno Mars | "Leave the Door Open" * | Silk Sonic        | - Fred Gibson, Johnny McDaid & Ed Sheeran – "Bad Habits" interpretada por Ed Sheeran - Ruby Amanfu, Brandi Carlile, Brandy Clark, Alicia Keys, Hillary Lindsey, Lori McKenna, Linda Perry & Hailey Whitters – "A Beautiful Noise" interpretada por Alicia Keys & Brandi Carlile - Daniel Nigro & Olivia Rodrigo – "Drivers License" interpretada por Olivia Rodrigo - Dernst Emile II, H.E.R. & Tiara Thomas – "Fight for You" interpretada por H.E.R. - Billie Eilish O'Connell & Finneas O'Connell – "Happier Than Ever" interpretada por Billie Eilish - Rogét Chahayed, Amala Zandile Dlamini, Lukasz Gottwald, Carter Lang, Gerard A. Powell II, Solána Rowe & David Sprecher – "Kiss Me More" interpretada por Doja Cat com part. de SZA - Denzel Baptiste, David Biral, Omer Fedi, Montero Hill & Roy Lenzo – "Montero (Call Me by Your Name)" interpretada por Lil Nas X - Louis Bell, Justin Bieber, Giveon Dezmann Evans, Bernard Harvey, Felisha "Fury" King, Matthew Sean Leon, Luis Manuel Martinez Jr., Aaron Simmonds, Ashton Simmonds, Andrew Wotman & Keavan Yazdani – "Peaches" interpretada por Justin Bieber com part. de Daniel Caesar & Giveon - Brandi Carlile, Dave Cobb, Phil Hanseroth & Tim Hanseroth – "Right on Time" interpretada por Brandi Carlile | [ 84 ] |
| 2023   | Bonnie Raitt                                                        | "Just Like That"        | Bonnie Raitt      | - Sara Davis, Gayle & Dave Pittenger – "ABCDEFU" interpretada por Gayle - Mellisa "Lizzo" Jefferson, Eric Frederic, Blake Slatkin & Theron Makiel Thomas – "About Damn Time" interpretada por Lizzo - Liz Rose & Taylor Swift – "All Too Well (10 Minute Version) (The Short Film)" interpretada por Taylor Swift - Tyler Johnson, Kid Harpoon & Harry Styles – "As It Was" interpretada por Harry Styles - Matthew Castellanos, Britanny Fousheé, Diana Gordon, John Carroll Kirby & Steve Lacy – "Bad Habit" interpretada por Steve Lacy - Beyoncé, S. Carter, Terius "The-Dream" Gesteelde-Diamant & Christopher A. Stewart – "Break My Soul" interpretada por Beyoncé - Adele Adkins & Greg Kurstin – "Easy on Me" interpretada por Adele - Tarik Azzouz, E. Blackmon, Khaled Khaled, F. LeBlanc, Shawn Carter, John Stephens, Dwayne Carter, William Roberts & Nicholas Warwar – "God Did" interpretada por DJ Khaled com part. de Rick Ross, Lil Wayne, Jay-Z, John Legend & Fridayy - Jake Kosich, Johnny Kosich, Kendrick Lamar & Matt Schaeffer – "The Heart Part 5" interpretada por Kendrick Lamar | [ 85 ] |
| 2024   | Billie Eilish O'Connell Finneas O'Connell                           | "What Was I Made For?"  | Billie Eilish     | - Jack Antonoff, Lana Del Rey & Sam Dew – "A&W" interpretada por Lana Del Rey - Jack Antonoff & Taylor Swift – "Anti-Hero" interpretada por Taylor Swift - Jon Batiste & Dan Wilson – "Butterfly" interpretada por Jon Batiste - Caroline Ailin, Dua Lipa, Mark Ronson & Andrew Wyatt – "Dance the Night" interpretada por Dua Lipa - Miley Cyrus, Gregory Aldae Hein & Michael Pollack – "Flowers" interpretada por Miley Cyrus - Rob Bisel, Carter Lang & Solána Rowe – "Kill Bill" interpretada por SZA - Daniel Nigro & Olivia Rodrigo – "Vampire" interpretada por Olivia Rodrigo | [ 86 ] |
| 2025   | Kendrick Lamar                                                      | "Not Like Us"           | Kendrick Lamar    | - Sean Cook, Jerrel Jones, Joe Kent, Chibueze Collins Obinna, Nevin Sastry & Mark Williams – "A Bar Song (Tipsy)" interpretada por Shaboozey - Billie Eilish O'Connell & Finneas O'Connell – "Birds of a Feather" interpretada por Billie Eilish - Dernst Emile II, James Fauntleroy, Lady Gaga, Bruno Mars & Andrew Watt – "Die with a Smile" interpretada por Lady Gaga e Bruno Mars - Jack Antonoff, Austin Post & Taylor Swift – "Fortnight" interpretada por Taylor Swift com part. de Post Malone - Kayleigh Rose Amstutz, Daniel Nigro & Justin Tranter – "Good Luck, Babe!" interpretada por Chappell Roan - Amy Allen, Jack Antonoff & Sabrina Carpenter – "Please Please Please" interpretada por Sabrina Carpenter - Brian Bates, Beyoncé, Elizabeth Lowell Boland, Megan Bulow, Nate Ferraro & Raphael Saadiq – "Texas Hold 'Em" interpretada por Beyoncé | [ 87 ] |